# Dragash
För andra betydelser, se Dragash (olika betydelser).
Dragash (albanska: Dragash med böjningsformen Dragashi, på albanska också Sharr med böjningsformen Sharri; serbiska: Драгаш, Dragaš) är en stad i kommunen Dragashit i södra Kosovo. Kommunen ligger på gränsen mellan Opolje och Gora, den norra delen av kommunen är belägen i Opolje och den södra i Gora. Det bor både albaner och goraner i Dragaš.